# Наследие Юпитера (сериал)
«Наследие Юпитера» (англ. Jupiter's Legacy) — телевизионный супергеройский сериал 2021 года от Netflix, снятый по одноимённой серии комиксов издательства Image Comics. Главные роли в нём сыграли Джош Дюамель, Лесли Бибб, Эндрю Хортон, Елена Кампурис, Бен Дэниелс, Мэтт Лантер. Шоу получило негативные отзывы критиков и было закрыто после первого сезона.

## Сюжет
Герои сериала — супергерои, принадлежащие к разным поколениям. Действие происходит в США 1930-х годов, времён великой депрессии, и в современности. В первой сюжетной линии шестеро обычных людей проходят через разнообразные испытания и становятся обладателями суперспособностей, во второй их дети пытаются понять, стоит ли им идти по тому же пути и следовать кодексу супергероя.

## В ролях
- Джош Дюамель — Утопист
- Лесли Бибб — Грейс Кеннеди-Сэмпсон
- Эндрю Хортон — Брэндон Сэмпсон
- Елена Кампурис — Хлоя Сэмпсон
- Бен Дэниелс — Уолтер Сэмпсон
- Мэтт Лантер — Джордж Хатченс

## Эпизоды
| № | Название                                                     | Режиссёр            | Автор сценария     | Дата премьеры |
| - | ------------------------------------------------------------ | ------------------- | ------------------ | ------------- |
| 1 | «By Dawn's Early Light» «При первых проблесках зари»         | Стивен Денайт       | Стивен Денайт      | 07 мая 2021   |
| 2 | «Paper and Stone» «Бумага и камень»                          | Стивен Денайт       | Генри Г.М. Джонс   | 07 мая 2021   |
| 3 | «Painting the Clouds With Sunshine» «Красить солнцем облака» | Кристофер Джей Бирн | Мореник Балоун Кох | 07 мая 2021   |
| 4 | «All the Devils Are Here» «Все черти здесь»                  | Кристофер Джей Бирн | Акела Купер        | 07 мая 2021   |
| 5 | «What's the Use?» «Зачем делать добро?»                      | Шарлотта Брандстром | Кейт Барноу        | 07 мая 2021   |
| 6 | «Cover Her Face» «Закрой ей лицо»                            | Шарлотта Брандстром | Санг Кью Ким       | 07 мая 2021   |
| 7 | «Omnes Pro Uno» «Все за одного»                              | Марк Йобст          | Джулия Куперман    | 07 мая 2021   |
| 8 | «How it All Ends» «Вот такой конец»                          | Марк Йобст          | Стивен Денайт      | 07 мая 2021   |

## Создание и оценки
Проект был анонсирован в июле 2018 года. Съёмки шли с июля 2019 по январь 2020 года в Торонто (Канада). Первый тизер-трейлер появился 24 февраля 2021 года, официальный трейлер — 7 апреля. Премьера состоялась на Netflix 7 мая того же года. Сериал закрыли после первого сезона. В той же вселенной происходит действие мультфильма «Супермошенники», вышедшего на Netflix в ноябре 2021 года.
Рецензенты невысоко оценили шоу. «Наследие Юпитера» раскритиковали за обилие жанровых штампов, консервативность сценария, нелепость одной из двух основных сюжетных линий, слишком прямолинейную подачу моральных дилемм. На сайте-агрегаторе отзывов Rotten Tomatoes его рейтинг составил 41 %, средняя оценка — 5,3 из 10. Рецензенты с этого ресурса констатировали, что сюжет развивается слишком медленно и не приковывает к себе внимание зрителей, хотя в сериале есть по-настоящему эпические сцены. На сайте Metacritic «Наследие Юпитера» получило 45 баллов из 100, что указывает на «смешанные или средние отзывы». Дэвид Гриффин из IGN поставил ему 7 баллов из 10.